# Vilém z Tyru
Vilém z Tyru (latinsky Willelmus Tyrensis, francouzsky Guillaume de Tyr, anglicky William of Tyre; asi 1130 — 29. září 1186) byl jeruzalémský historik, kronikář a arcibiskup z Tyru, který působil ve 12. století.

## Mládí
Vilém se narodil v Jeruzalémě kolem roku 1130. Pocházel z druhé generace Evropanů patrně francouzského či italského původu, kteří se usadili v Palestině po první křížové výpravě. Měl jednoho bratra, který se jmenoval Ralph, který byl obchodníkem. V každém případě Vilém nepocházel z urozené rodiny. Jako mladík studoval v Jeruzalémě, kde se vystudoval latinu, řečtinu a snad i arabštinu a jeho spolužákem byl pozdější jeruzalémský král Balduin. Protože v Jeruzalémském království neexistovala žádná univerzita, odešel Vilém v polovině čtyřicátých let do Evropy, kde v Orléans a Paříži studoval teologii a svobodná umění. Později studoval civilní a církevní právo na boloňské univerzitě.

## Náboženský a politický život v Jeruzalémě

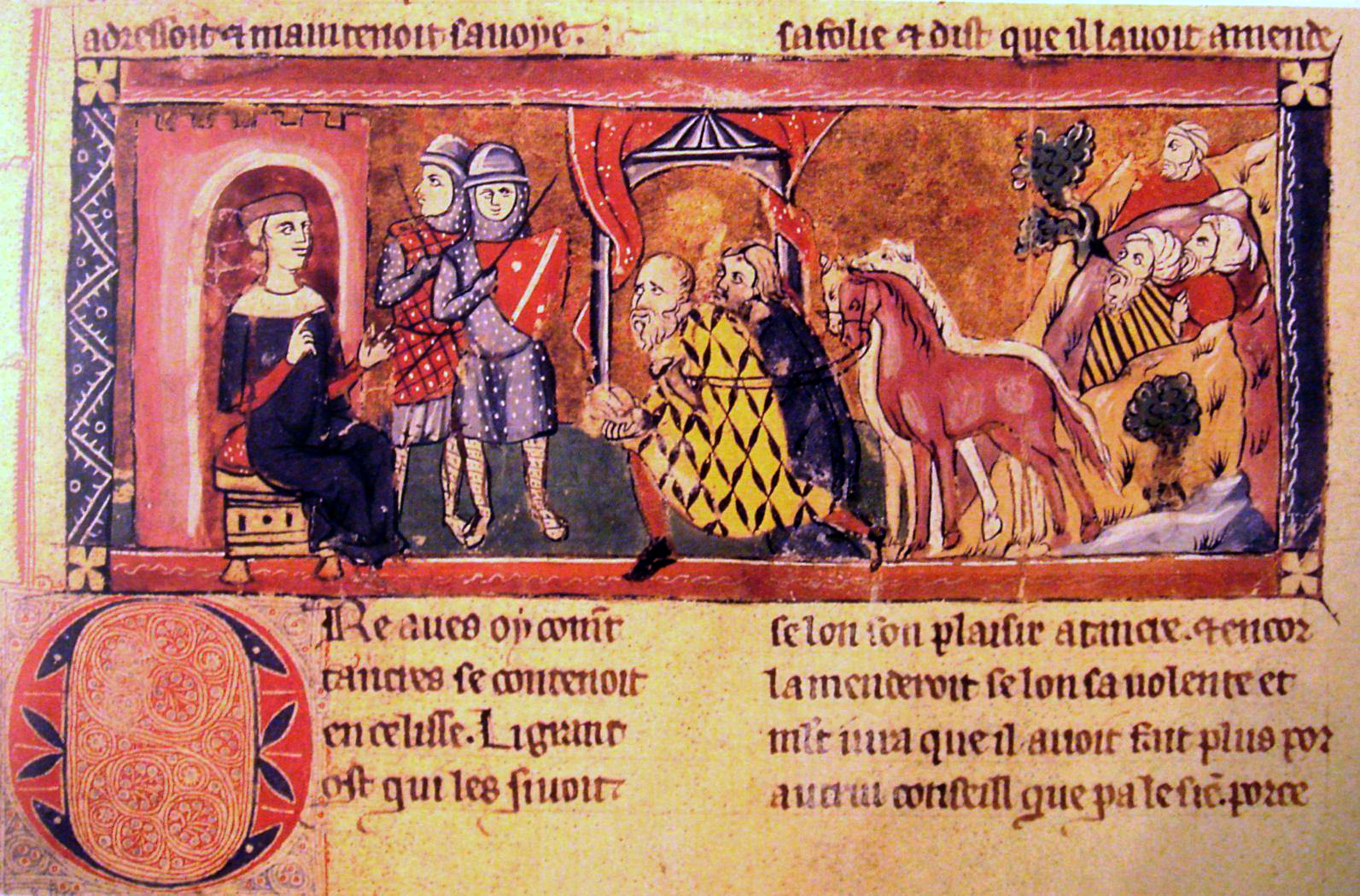
Hrabě z Edessy Balduin z Boulogne přijímá domorodé Armény, obrázek Viléma z Tyru

Po návratu do Jeruzalémského království kolem roku 1165 se stal kanovníkem katedrály v Akkonu. S králem Amaurym I. měl Vilém dobré vztahy a stal se díky němu arciděkanem v Tyru O rok později byl králem vyslán na diplomatickou misi do Konstantinopole k byzantskému císaři Manuelovi I., aby dokončil smlouvu mezi oběma panovníky pro společnou expedici proti Egyptu. V roce 1169 navštívil Řím, aby reagoval na obvinění, která proti němu vznesl Fréderic de la Roche, arcibiskup z Tyru. O co přesně však v jejich sporu šlo, není dnes jasné, v každém případě však vyhrál díky svému osobnímu přátelství s jeruzalémským králem.
Po návratu do Jeruzaléma z Říma roku 1170 se Vilém stal učitelem a vychovatelem králova syna, budoucího krále Balduina IV., u kterého také objevil první příznaky lepry, jež se u Balduina v pozdějším věku zcela rozvinula. V této době také začal sepisovat svou Historii Zámoří, která byla podporována (a sponzorována) králem Amaurym. Král však roku 1174 předčasně zemřel a na trůn nastoupil mladý a energický, avšak stále nezletilý Balduin IV. Proto se tripolský hrabě Raimond III. stal regentem království. Ten Viléma jmenoval kancléřem Jeruzaléma a arcibiskupem v Nazaretu. Později se stal arcibiskupem v Tyru a staral se o důležité civilní státní záležitosti. Roku 1177 řídil pohřební obřady za švagra Balduina IV. Viléma VII. z Montferratu, protože jeruzalémský patriarcha byl v té době nemocný.

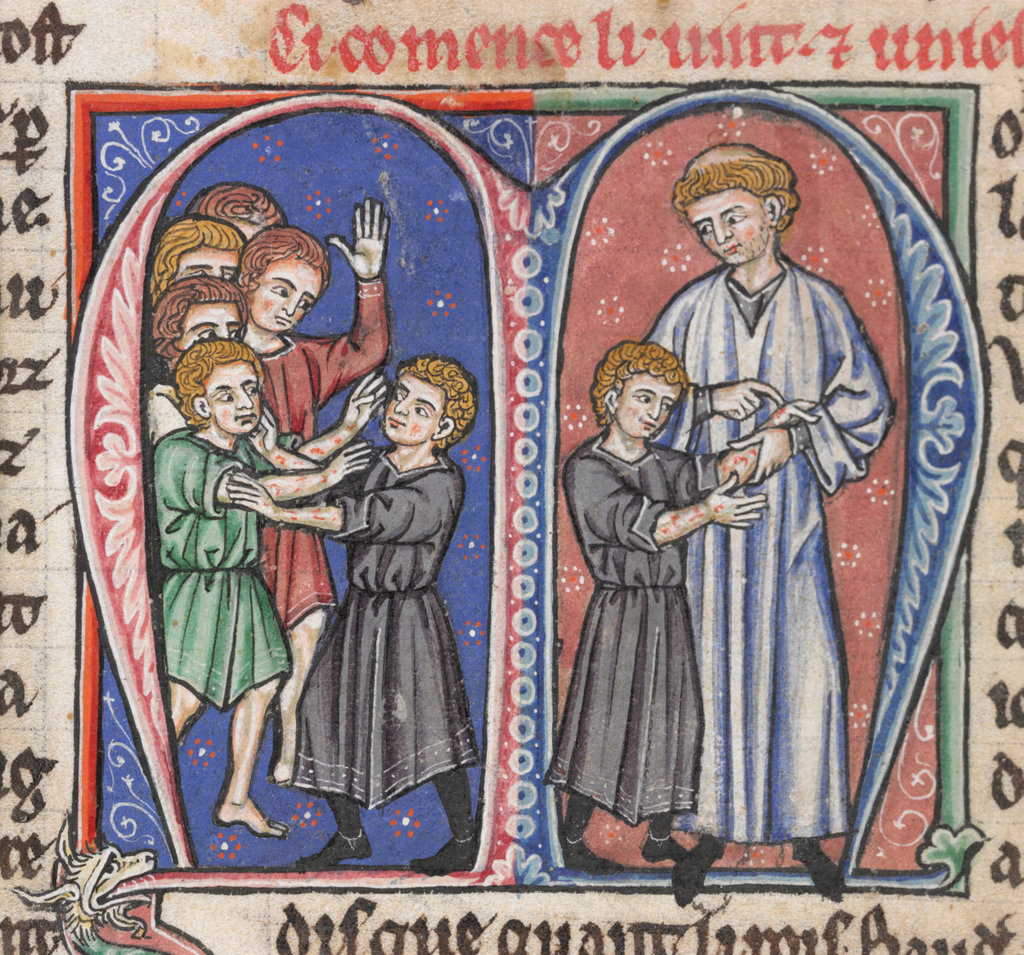
Arcibiskup Vilém z Tyru a Balduin IV., Vilém u chlapce rozpoznává první příznaky lepry

V roce 1179 byl Vilém společně s Herakliem, arcibiskupem z Caesareje, akkonským biskupem a Guillaumovým budoucím nástupcem v úřadu arcibiskupa v Tyru Josciem, biskupy ze Samaří, Betléma a Tripolisu a opatem z hory Sion jedním z delegátů ze Zámoří, kteří se zúčastnili Třetího lateránského koncilu. Delegaci se na něm nepodařilo přesvědčit papeže Alexandra III., že je nutné vyhlásit novou křížovou výpravu. Vilém byl poté papežem pověřen diplomatickým úkolem k byzantskému císaři Manuelovi I. a o rok později se vrátil do Palestiny.
Nedlouho po Vilémově návratu zemřel jeruzalémský patriarcha a on otevřeně zvažoval svou kandidaturu na uvolněné místo. Královský dvůr však byl rozdělen do dvou frakcí — jedna z nich, soustředěná kolem Raimonda III. z Tripolisu, Viléma podporovala, druhá frakce vedená Guyem de Lusignan prosazovala arcibiskupa z Caesareje Heraklia. Jejich mocenský zápas byl velmi vyrovnaný, oba měli velmi dobré vzdělání, i když Vilém měl výhodu, protože zastával více veřejných funkcí a byl královým vychovatelem. Volba patriarchy následovala precendens z voleb roku 1157, kdy král nechal volbu na své matce, Agnes de Courtenay, nyní manželce Reginalda, pána v Sidonu, a ta vybrala za patriarchu Herakleia. Vilém byl v nemilosti, protože měl blízko k hraběti Raimondovi, zůstal však arcibiskupem v Tyru a kancléřem království.
Datum Vilémova úmrtí bylo později zaznamenané jako 29. září, ale rok již zcela přesně znám není. V květnu 1185 byl však jmenován nový královský kancléř a o rok později nový arcibiskup v Tyru, takže jako nejpravděpodobnější rok připadá 1185.

## Dílo

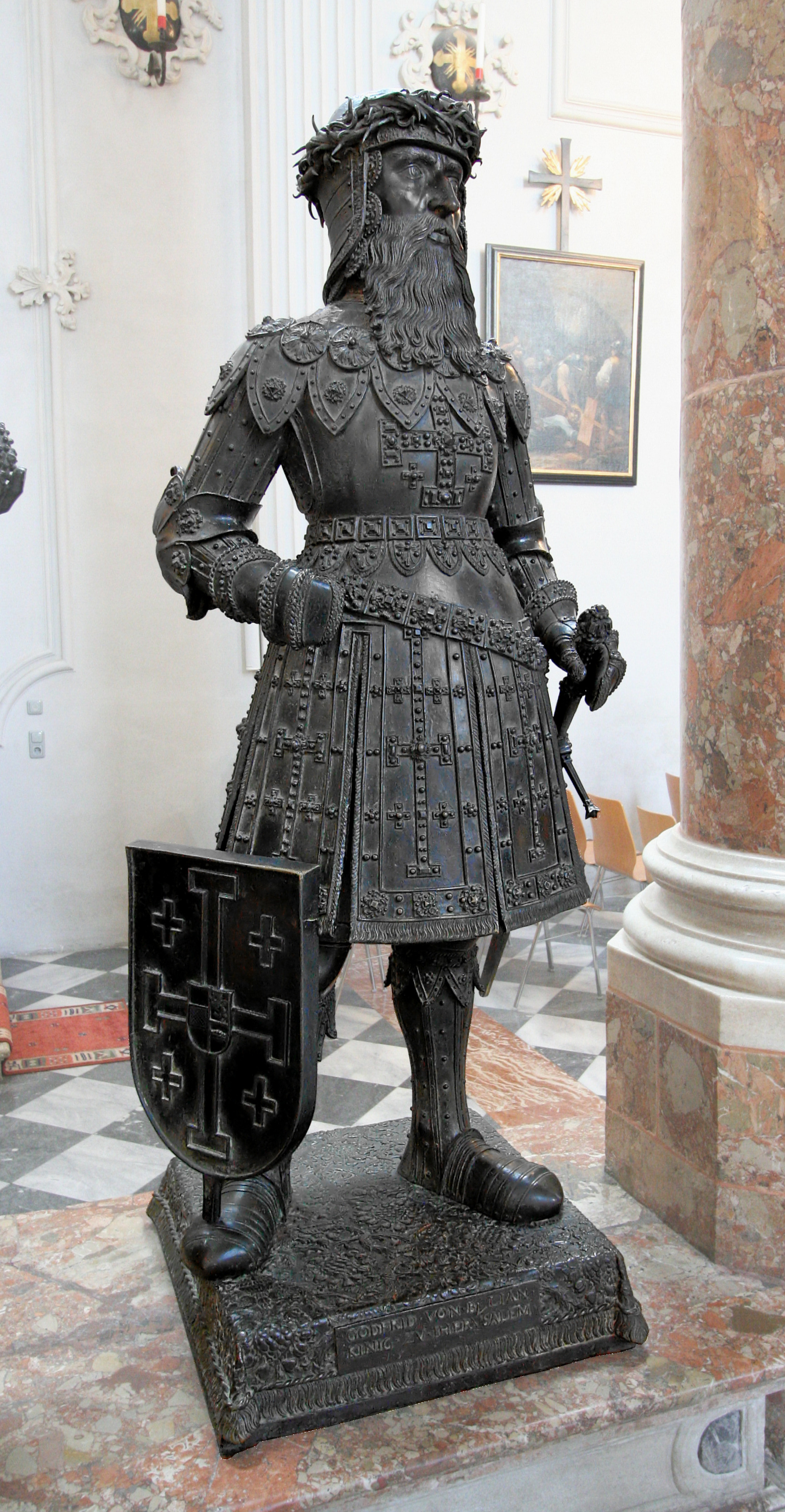
Bronzová socha Godefroye z Bouillonu ze 16. století ze skupiny hrdinů obklopujících památník Maxmiliána I., císaře Svaté říše římské v Hofkirche v Innsbrucku. Ve Vilémově době byl Godefroy považován za hrdinného vůdce první křížové výpravy a jeho síla a ctnost se staly legendárními.

### Historia
Vilém se sám hlásí k soupisu popisu Lateránského koncilu, dále k dílu Historia či Gesta orientalium principum, kde se zabývá dějinami Svaté země od dob proroka Mohameda až do své současnosti (tj. maximálně rok 1184). Nicméně žádné z těchto děl se nedochovalo do současnosti.
Navzdory citacím z křesťanských autorů a z Bible Vilém nepřikládal příliš velký význam zásahům Boha do lidských záležitostí, což vedlo k poněkud „sekulárnímu“ pojetí historie. Přesto zahrnul mnoho informací, které jsou zjevně legendární, zejména pokud jde o První křížovou výpravu, která byla již v jeho době považována za období velkých křesťanských hrdinů. Na základě zpráv Alberta z Aix přikládá velký význam Petrovi Poustevníkovi při kázání První křížové výpravy, dokonce natolik, že to byl právě on, a nikoli papež Urban II., kdo původně přišel s myšlenkou křížové výpravy.
Godefroy z Bouillonu, první vládce křižáckého Jeruzaléma, byl rovněž vykreslen jako vůdce křížové výpravy od samého začátku. Vilém mu připisoval legendární sílu a ctnost. To odráželo téměř mytologický status, který Godefroy a ostatní první křižáci měli pro obyvatele Jeruzaléma na konci 12. století.

### Další díla
Jeho další veliké dílo je kronika složená z třiadvaceti nedokončených svazků. Kronika začíná dobytím Palestiny Umarem I., ale největší prostor dopřává první křížové výpravě a následnému politickému vývoji Jeruzalémského království. Pro kroniku používal práce starších autorů, včetně kroniky Fulchera ze Chartres, který se první křížové výpravy přímo účastnil a i jiná díla neznámých autorů. Po Vilémově smrti bylo jeho dílo překládáno do mnoha jazyků a bylo rozšířeno po celé Evropě. Kopii jeho práce měli také Jacques de Vitry a Matthew Paris, kteří ji užili i ve vlastních kronikách. Obzvláště rozšířený byl překlad do starofrancouzštiny, který měl mnoho anonymních vydání, včetně takzvané Ernoulovy kroniky. V renesanci jeho dílo jeden autor překládal starý francouzský text zpět do latiny, nevěda přitom, že latinský originál již existuje.
Dnes se neví, jak Vilém své dílo vlastně pojmenoval. Nejrozšířenější název dnes však je Historia rerum in partibus transmarinis gestarum, překládané jako Dějiny skutků konaných za mořem. Latinský originál byl vydáván na různých místech, včetně Patrologia Latina a Recueil des historiens des croisades. Současné kritické latinské vydání se jmenuje Willelmi Tyrensis Archiepiscopi Chronicon, a vydalo jej Corpus Christianorum, editoval jej R. B. C. Huygens.